# 대한민국의 풍수해
대한민국은 호우, 태풍, 폭설 등으로 인해 역사적으로 여러 차례 수해를 당했다. 대다수의 수해는 태풍으로 인한 폭풍, 해일 등으로 인한 피해와, 홍수로 인해 일어났다.

## 수해 기록
수해를 연대순으로 살펴보면 다음과 같다.

### 일제강점기
- 1925년 을축년 대홍수는 20세기 한반도 최대의 홍수로, 7월부터 9월 초순까지 4차례에 걸쳐 홍수가 발생해 전국의 하천을 범람시켰다. 1차 홍수는 7월 11일에 한반도에 상륙한 태풍이 400mm에 가까운 집중호우를 동반하여 한강 이남의 낙동강·금강·만경강 유역에 큰 피해를 주었는데 낙동강의 피해가 특히 컸다.

2차 홍수는 또다른 태풍이 7월 15일에 상륙하여 7월 18일까지 4일동안 300~650mm의 집중호우가 쏟아져 한강유역의 용산, 뚝섬, 마포, 영등포, 신설동 등지가 침수되었고 숭례문앞까지 만수가 되었다. 익사자만 400여명에 1만 2천여 호의 가옥이 유실되었다. 많은 토양이 유실되면서 백제의 풍납토성과 암사동 선사주거지가 이때 발견되었다. 당시 한강은 뚝섬에서 13.59m, 한강대교에서 11.66m 그리고 구룡산에서 12.47m의 수위를 나타냈다.
3차 홍수는 8월 12~13일에 관서지방에 호우가 내려 대동강 청천강 압록강 등이 범람했고, 4차 홍수는 9월 6~7일에 남부지방에 많은 비가 내려 낙동강·영산강·섬진강 등이 범람했다.
이와 같은 4회의 대홍수로 전국에서 사망자 650명, 가옥유실 6,363호, 가옥붕괴 1만 7,045호, 가옥침수 4만 6,813호에 달했고 3만 2천단보의 논과 6만 7천 단보의 밭이 유실되었다. 홍수로 인한 피해액만 1억 300만원에 달하였고, 그것은 당시 조선총독부의 1년 예산의 58%에 달하는 금액이었다. 한편, 조선총독부에 근무하던 가지야마는 이 홍수를 계기로, 경험적으로 얻은 단순 홍수량 공식인 가지야마 공식을 만들어냈다.

### 1980년대 이전

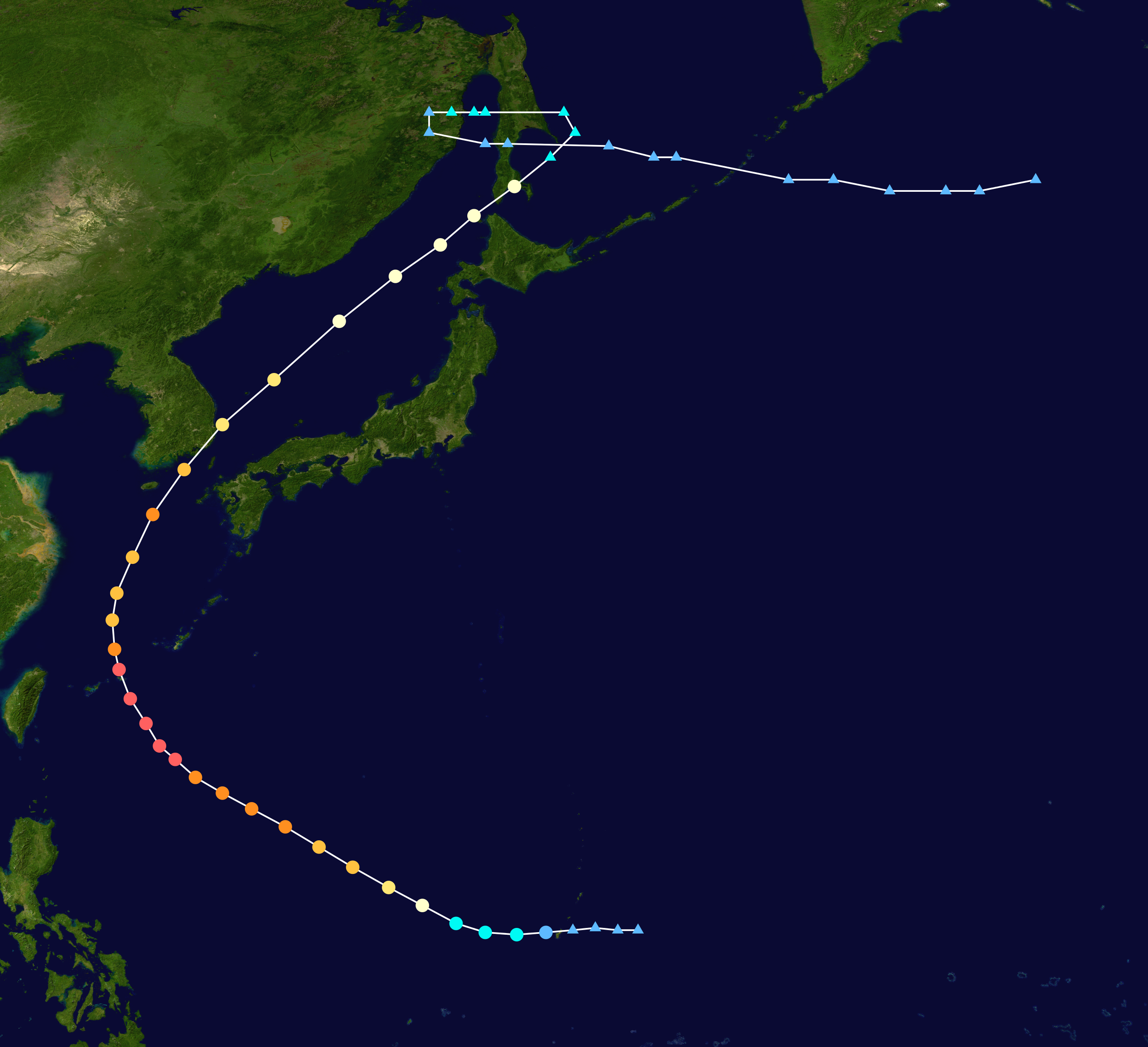
태풍 사라의 이동 경로

- 1959년 9월 15일 태풍 사라가 한반도에 도달해 18일까지 전국을 강타하여 849명이 숨지고 2천533명이 실종됐으며 37만3459명의 이재민이 발생했다. 선박 1만1704척이 파손되는 등 재산피해도 2천456억 상당에 달해 전쟁상처에서 어렵게 일어서려는 한국인들에게 큰 상처를 주었고 아직도 인구에 회자되는 유명한 태풍이다.[1]

- 1972년 8월 18일 - 8월 8일에 발생해 중국에 상륙한 후 열대성 저기압으로 약화된 태풍 베티에 의해서 생성된 강한 기압골이 8월 18일부터 8월 20일까지 대한민국 전역에 집중 호우를 뿌렸다. 이 호우로 인해 사망 실종 550명, 부상자 405명, 재산피해 1846억원을 기록했다. 수원 일최대강수량 313.6mm.

### 1980년대
- 1980년 7월 21일 - 3일 동안 중부지방 집중 호우. 인명피해 160명, 재산피해 1255억원. 제주 일최대강수량 217mm.

- 1984년 8월 31일 - 1984년 한강대홍수는 태풍 준이 집중호우를 동반하며 9월 4일까지 5일 동안 서울 경기 강원 일대 한강유역에 발생한 대홍수이다. 경기도 일산과 서울 마포구 피해가 컸다. 속초 최대 일강우량 314 mm. 사망 189명, 실종 150명에 재산피해 2천502억원.[1] 이때 북한이 수재물자를 보내줬고 이를 계기로 남북한경제회담이 열렸다.

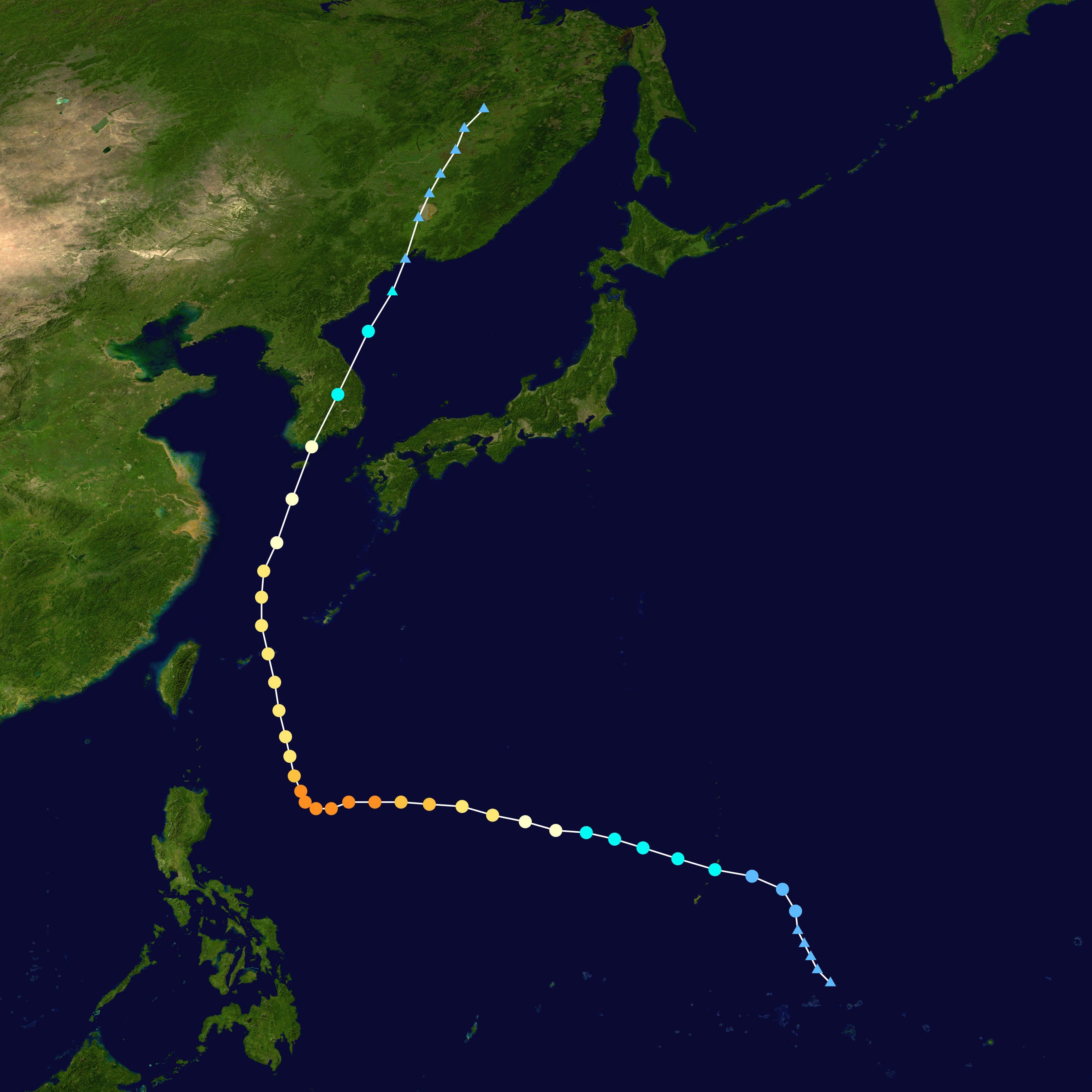
태풍 셀마의 이동 경로

- 1986년 8월 27일 - 태풍 베라가 상륙하여 29일까지 대한민국을 통과하면서 집중 호우를 뿌렸다. 특히 중부 한강유역 피해가 컸다. 34명 사망 및 실종, 재산피해 372여억원. 화천 일최대강수량 192mm. 아시안게임을 위해 댐방류 최대 억제로 고수부지 피해 줄여 한강종합개발 준공에 성공.

- 1987년 7월 15일 - 태풍 셀마가 이틀 동안 남동부 지방을 휩쓸었다. 9만 9570명 이재민 발생. 사망 실종 345명, 재산피해 5천965억원.[1]

### 1990년대

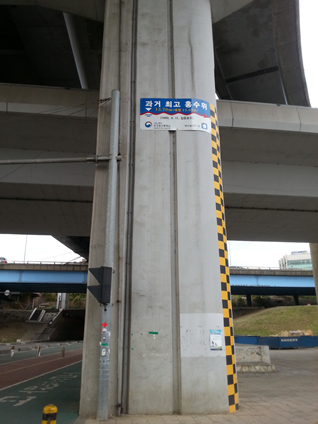
1990년 9월 11일 당시의 수위를 보여주는 알림판, 잠수교 북단

- 1990년 한강 대홍수는 9월 9일부터 시작해 9월 12일까지 이어진 집중호우가 중부지방에 집중해 한강으로 과도한 수량이 모여들며 발생하였다. 이 기간 한강 전역에 내린 평균강우량은 200년 빈도를 상회하는 370mm이고, 한강 본류 유역에 평균 438.6mm의 강우가 쏟아져 한강 인도교지점 수위를 기준으로 검토해 보면 1925년 을축년 대홍수에 버금가는 수위를 기록하였다. 1시간 최다 강우량도 10일의 경기도 이천 59.0mm, 수원 56.0mm를 비롯 홍천 45.0mm, 평창 44.0mm와 11일의 충주 49.0mm, 제천 38.5mm등은 관측 개시이래 최대 기록이었다. 강우가 언제까지 이어질지, 댐의 방류량은 얼마로 해야할지 정부와 언론은 초미의 관심을 쏟았다. 한강 하류의 행주대교 부근 북쪽 제방이 무너져 경기도 고양군 일대가 침수되어 막대한 피해를 입었다. 인명피해 163 명, 재산피해 5,203 억원, 서울 경기 강원 충북지역에서 18만7200여명의 이재민 발생이 발생했는데, 넘치는 한강물에 비해 1980년대 초반보다 상대적으로 피해가 적었던 이유는 목동, 마포 등 상습수해지역에 대한 방재대책이 조금은 성공한 덕분이었다.[2][3]

- 1991년 8월 22일 - 태풍 글래디스가 26일까지 수도권을 제외한 전국에 많은 비를 내렸다. 이재민 2만여 명, 사망 및 실종 103명, 부상자 72명, 재산피해 2,630억여 원. 강한 태풍은 아니었으나 중부지방에서 막혀 장기간 체류한 태풍이어서 영남 동해안에 많은 곳은 500mm가 넘는 강수량을 기록했다.

- 1993년 8월21일 - 태풍 로빈호가 당일 하루 동안 강원, 동해안에 많은 영향을 미쳐 하천이 범람한 동해, 삼척지구가 특히 피해가 컸다.  사망 실종 69명, 재산피해  2,596억원.

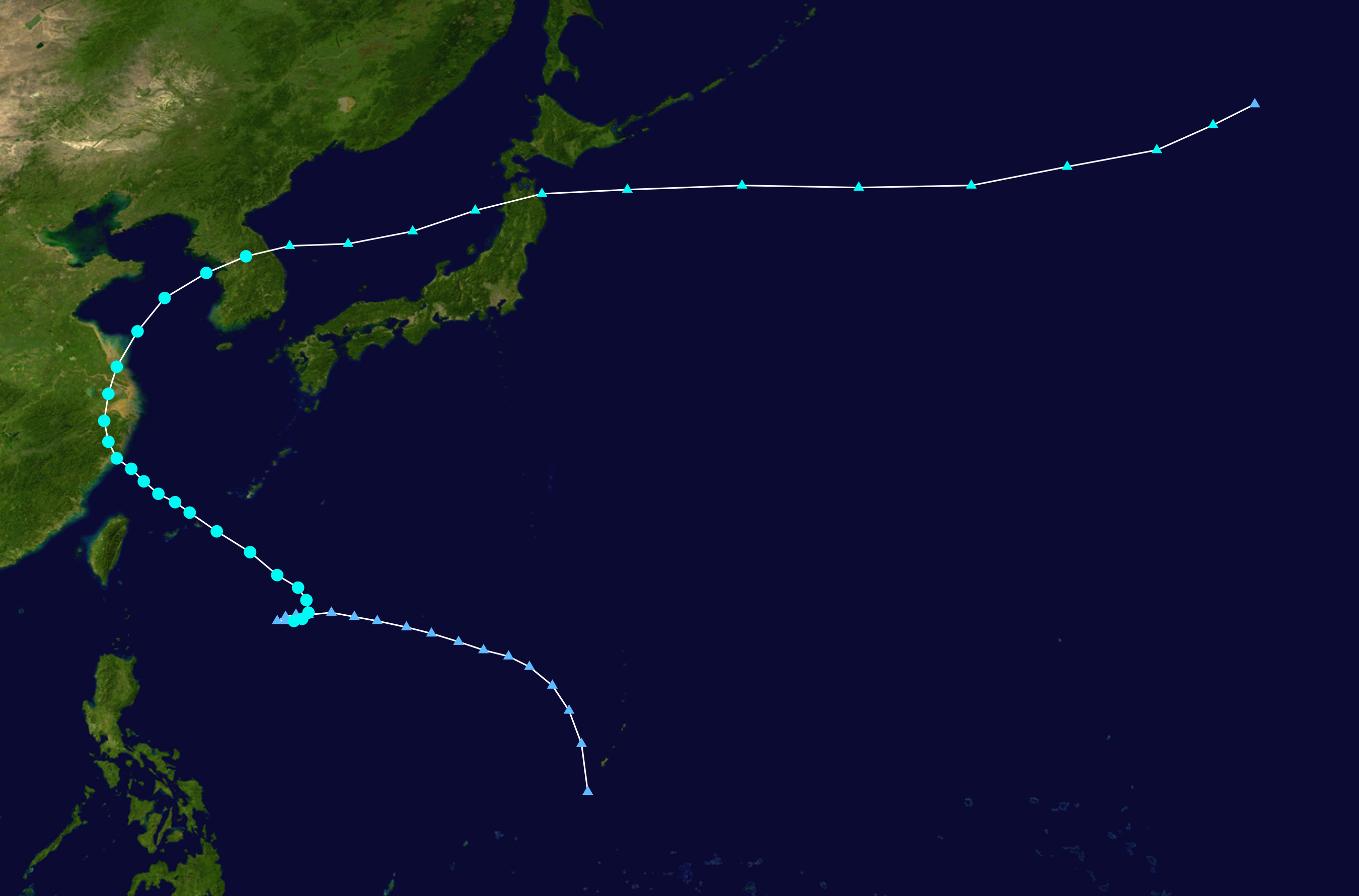
태풍 재니스의 이동 경로

- 1995년 7월24일 - 태풍 재니스(JANIS)호가 28일까지 호우를 동반하며 중부지역 전반에 큰 피해를 입혔다. 호우기록은 보령361.5mm, 태백 140.0mm, 양평 119.5mm이고 충북 괴산군에서는 열차가 전복되었으며 충남 홍성군에서는 농경지가 매몰되었다. 사망 실종 157명, 재산피해 7,364억원 (4562억설도).

- 1996년 7월 26일 경기.강원 집중호우가 28일까지 이어졌다. 철원 527mm, 춘천 301mm, 인제 266mm, 홍천 149mm 등 특정지역에 집중된 호우였고 연천수력댐이 붕괴되어 한탄강유역, 파주지역은 침수피해가 컸다. 사망 실종 29명, 이재민 1만 7천명, 재산피해액 4,274 억원.

- 1998년 7월 31일 - 98년 서울∙경기∙충청지방 호우가 8월 18일까지 이어졌다. 강화지방은 일 최대강수량 481.0 mm의 기록적인 비가 내리기도 했다. 사망 및 실종 324명, 피해액 1조 2,487 억원

- 1999년 7월 23일 - 집중호우가 쏟아지다가 28일부터 태풍 올가(Olga)의 내습이 겹쳐 8월 4일까지 경기 강원을 중심으로 큰 피해를 입혔다. 철원지역은 하루 강우량이 280mm를 기록. 사망 실종 67명, 피해액 1조855억여만원.(피해액은 연합신문자료)[1]

### 2000년대

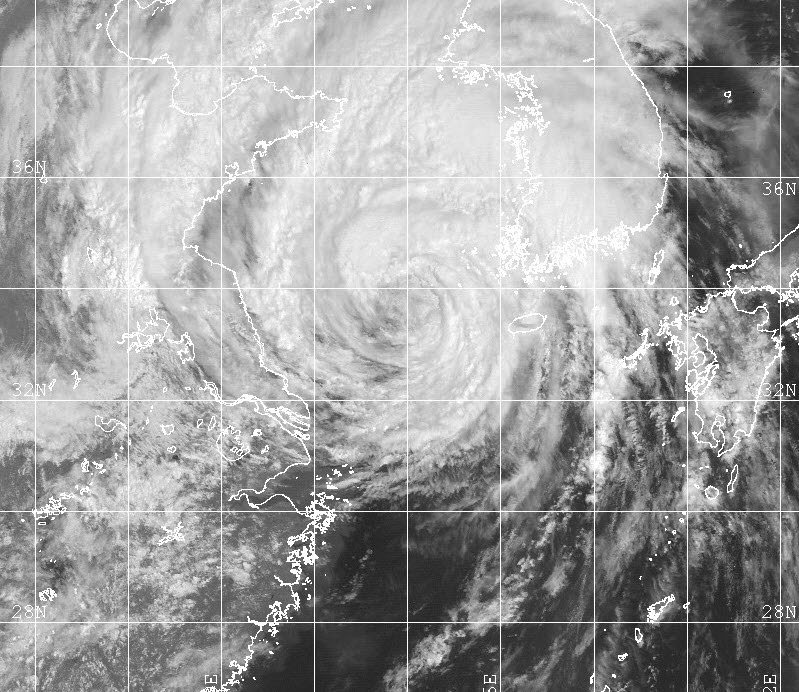
태풍 프라피룬의 한반도 상륙 모습

- 2000년 8월 23일 - 제12호 태풍 프라피룬 및 집중호우가 9월 1일까지 이어져 전국전역에 피해를 입혔다. 이 태풍은 한때 흑산도에서 최대풍속 58.3 m/s를 기록하였다. 사망 실종 35명, 피해액 6,295 억원.[2]

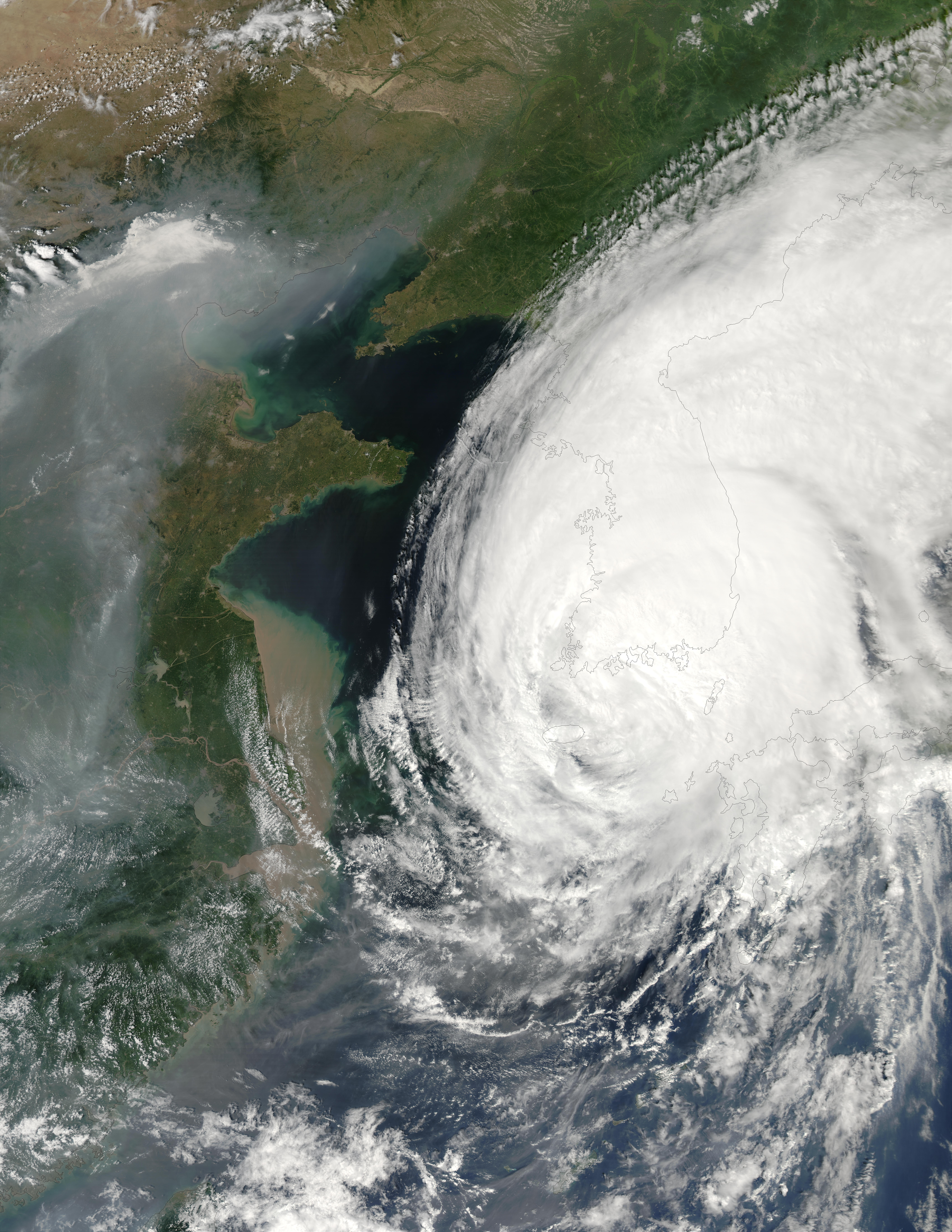
한반도 상륙 직전의 태풍 루사

- 2002년 8월 30일 - 제15호 태풍 루사가 9월 1일까지 사상 유례가 없는 강풍과 집중호우를 동반하며 전국전역을 강타하여 막대한 인적, 재산적 피해를 가져왔다. 강릉지방은 8월 31일, 일 강수량이 870.5mm (종전 305.5mm/ 54년 9. 14)를 기록하여 전국 기상관서의 기상관측이래 가장 많은 양으로 기록되었고 특히 강릉은 1시간 최다강수량이 100.5mm(8. 31, 21:41∼22:41)를 기록하여 기상관측사상 초유의 극값을 갱신하였다. 8월 31일 하루 강수량은 강릉 871.5mm, 대관령 712.5mm, 동해 319.5mm, 속초 295.5mm 등에 이르렀지만 태백산맥 서쪽의 영서 지방에서는 50~100mm 에 불과한 강수량 분포를 나타냈다. 제주 고산지역의 순간 최대풍속은 초속 56.7m를 기록했다. 피해는 태풍 위험 지역인 오른쪽 반원에 들었던 남부지방•강원 영동 지방에 주로 집중됐던 반면, 서울•경기지방을 비롯한 서해안 지방은 상대적으로 피해가 작았다. 열대 태평양에서 발생, 중위도로 북상하면서 세력이 약해지는 다른 태풍과 달리 루사는 한반도에 상륙한 뒤에도 강한 위력을 유지하며 내륙을 관통했다. 이는 루사가 해수면 온도가 평년보다 높은 남해상을 거치면서 태풍의 에너지원인 다량의 수증기를 공급 받았기 때문이다. 또한, 한반도 서쪽에서 불어오는 상층 편서풍이 이례적으로 약했기 때문에 루사가 동쪽으로 방향을 틀지 못하고 내륙에 오래 머무르는 바람에 호우와 강풍 피해가 컸다.[4] 사망 실종 262명, 피해액  5조1479억원.(이 자료는 연합신문 자료)[1] 기상청의 자료로는 사망·실종 246명, 이재민 6만 3천여 명, 재산피해 5조 3천억여 원이다.[5] 대한민국 사상 최대의 재산피해를 초래해, 태풍위원회는 2004년 3월 1일에 이 태풍의 이름이었던 “루사”를 은퇴시키고,“청색 벼슬을 가진 잉꼬”라는 뜻의 “누리”로 대체하기로 공식 발표했다.[6]

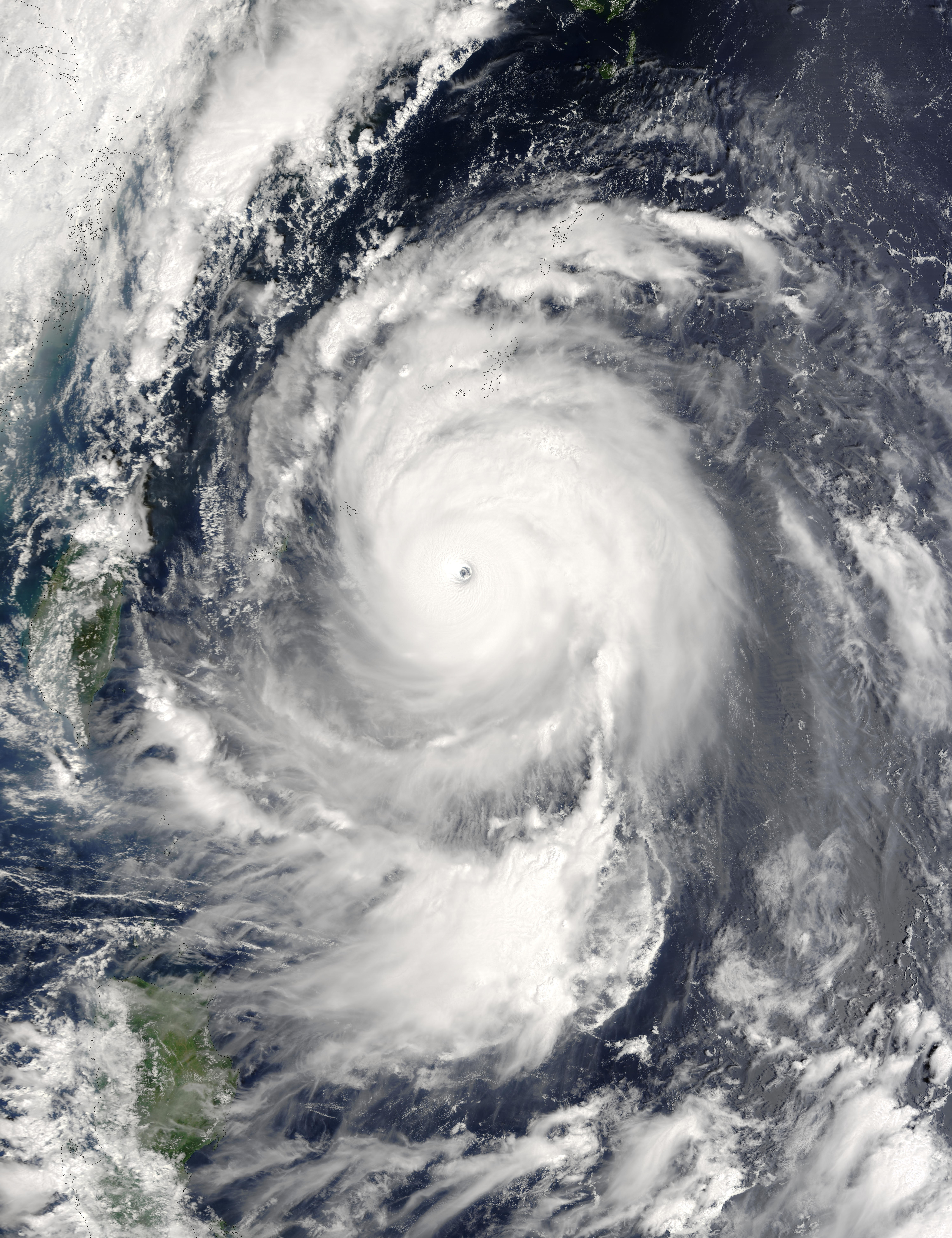
태풍 매미의 모습

- 2003년 9월 12일 - 제14호 태풍 매미 가 13일까지 한반도의 남부를 강타하여 132명의 사망 실종자와 이재민 6만 1천여 명, 4조 7천억여 원의 재산피해를 냈다.또 제주 성판악에서 최대풍속 60.3 m/s까지 불면서 한반도에서 가장 강력한 태풍이 되었다[7] (연합신문자료는 127명의 사망 실종자와 4조2천225억여만원의 재산피해)[1] 태풍 루사에 연이어 대형태풍이 이어진 것은 한반도 남부의 해수온이 예년보다 3도 높은 28도를 형성, 태풍의 에너지원을 보급받았으며 기압차가 컸기 때문이다. 부산과 경남지방이 특히 피해가 컸고 9월 22일 제주와 남해안 일대의 피해지역이 특별재해지역으로 선포되었다.[2] 태풍이 통과하던 9월 12일에서 13일 사이에 쏟아진 폭우로 강원도 영동 지방과 경상남도 일부 지역에서는 400mm 에 가까운 강수를 관측, 더욱이 대부분의 강수량이 6시간 동안에 집중되는 순간집중호우로 산간 지역에서는 산사태가 발생해 주택가를 덮쳐 많은 인명 피해가 나왔다. 산사태의 위험성이 제대로 경고되지 않은 것과 대피 명령이 없었던 것이 주된 원인으로, 지난 태풍 루사의 교훈이 제대로 지켜지지 않은 것이다.[8] 또 집중호우는 곳곳의 하천을 범람시켜, 농경지가 침수되고 주택가에는 물이 들어 차 많은 이재민이 발생했다. 강원도 영동 지방에서는 지난 2002년 태풍 루사 때의 복구가 채 끝나기도 전에 태풍 매미에 의한 폭우가 쏟아져 심리적 피해가 더 컸다.[9]

- 2004년 7월 4일 - 제7호 태풍 민들레는 필리핀과 대만을 거치면서 집중호우를 동반하였고 5일까지 이어져 사상자 60여명, 이재민 40여만 명의 기록적인 피해를 입혔다. 목포는 시간 당 64mm라는 100년 만의 기록적인 호우로 큰 피해를 입었다.[2]

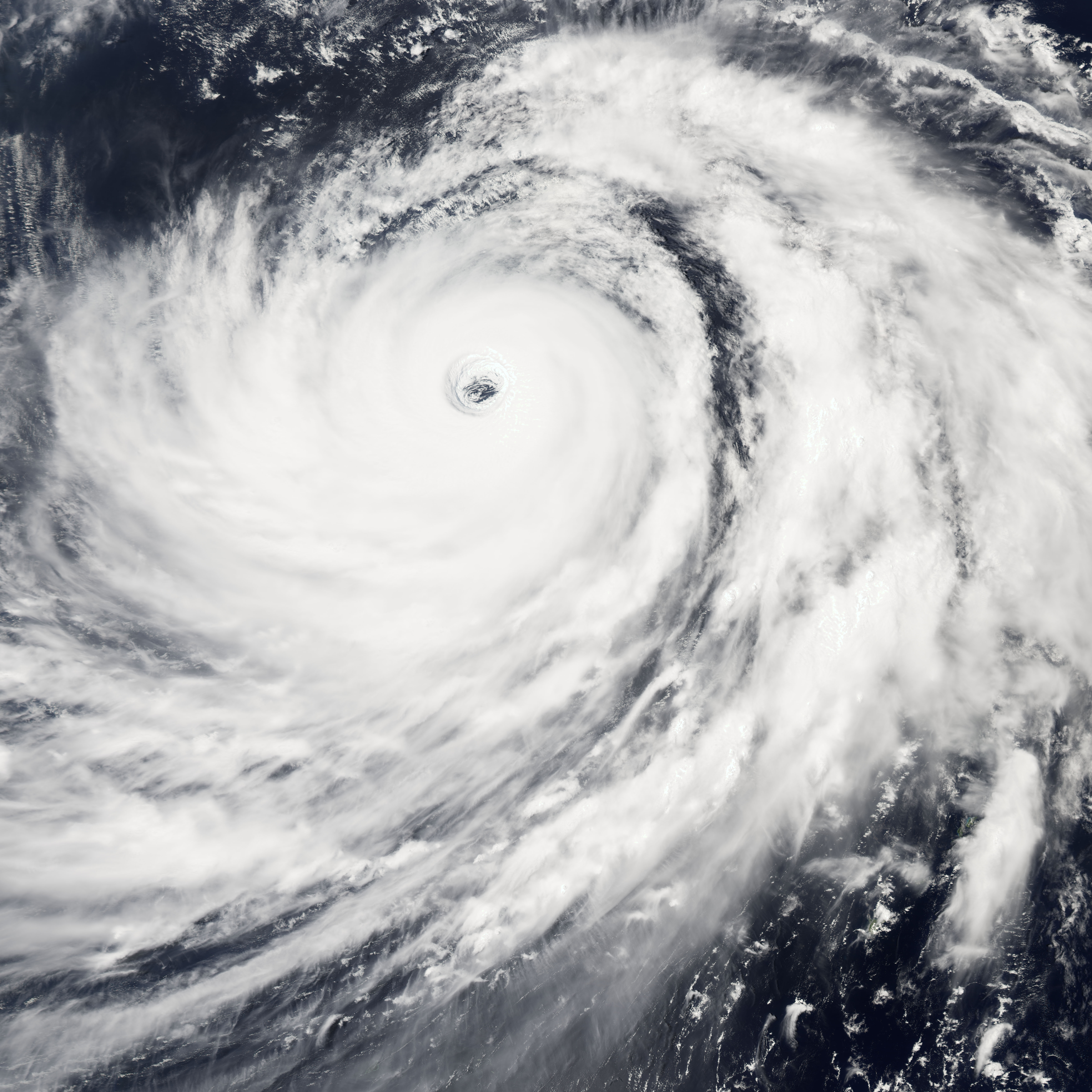
태풍 나비의 모습

- 2005년 9월 6일 - 제14호 태풍 나비는 대한민국을 비켜가긴 했지만 최고 초속 40m의 강풍과 570mm의 폭우를 몰고 온 초대형 태풍으로 산사태와 침수, 정전 등으로 6명의 인명피해와 720여명의 이재민, 1천385억원의 재산피해를 냈다. 특히 동남해안과 울릉도에 큰 피해를 입혔다.[2]

- 2008년 제7호 태풍 갈매기가 북상하면서 그 전면에서 발달한 장마 전선의 영향으로 7월 19일 하룻 동안 충청북도 청주 우암산에 222.0mm 등 중부지방에 비를 불렀다. 청주에서는 무심천에 주차되어 있던 승용차들이 침수되거나 떠내려갔고, 주택과 도로가 침수되었다. 충청남도 공주와 연기에서도 도로와 농경지가 침수되고, 인천에서도 주택이 침수되는 등 피해가 발생하였다. 태풍이 중국쪽으로 진출하여 약화된 상태였기에 큰 피해는 입지 않았다.[10]

- 2010년 8월 11일 - 제4호 태풍 뎬무는 초속 31m의 강풍과 한반도로 북상해 제주도에 최고 456mm의 폭우를 뿌렸고, 이날 새벽 5시 고흥반도 도하면에 상륙해 여수와 부산 등 전남과 영남 지방을 통과해 이날 오후 1시 50분 울산 방어진 해상을 통해 동해상으로 빠져나갔다. 이 태풍으로 5명이 사망하고, 331명의 이재민이 발생하는 등 대한민국에 피해를 남겼다.[11]

- 2009년 7월 7일 7월 16일- 부산 지역에 310mm,266mm의 폭우가 내렸다.

### 2020년대
- 2020년 6월 하순부터 8월 중순까지 한반도 전역에 걸쳐 집중적 또는 국지적으로 큰 비가 내려 많은 피해를 주었다.
- 2022년 8월 8일 서울·인천·경기 등 수도권과 강원 일대에 하루 100~300㎜ 집중 호우가 쏟아지면서 곳곳에서 도로와 주택, 차량 침수 피해가 발생했다.

## 수해대책의 변천사
1980년대 이후 급속한 경제발전으로 방재개념을 무시한 채 무분별한 각종 대형 토지개발 사업등이 가속화되면서 재해규모가 점차 대형화되어 가는 추세에 있었다.
재해예방대책사업은 5개소의 다목적댐 건설, 4대강 유역 하천개수사업과 농업기반개발, 사방사업 등 1970년대에 추진해오던 계속사업과 제2차 국토종합개발 계획의 수립 및 추진과 더불어 낙동간 연안개발 Ⅰ, Ⅱ 단계사업, 수계치수 사업, 수해상습지 개선사업 등의 실시로 예방대책 사업도 괄목할 만한 성과를 거두었다.
1980년대에 들어와서는 중부지방의 집중호우 및 태풍 셀마로 인한 피해규모가 1조원을 넘게 되자 종래의 지원기준으로는 현실적으로 복구사업이 불가능하였다. 이때부터 중앙에서 특별지원을 시작, 그 동안의 국가재정 평균부담률도 43%에서 73%로 증가하게 되었다.
1990년대는 1990년 한강대홍수와 1991년 태풍 글래디스 등으로 대형재해가 많았음은 물론 방재기구의 대변환기라 할 수 있다. 우선 전 국토가 산업화, 도시화에 따라 날이 갈수록 재해의 양상이 다양화, 대형화하는 추세에 있어 이를 효과적으로 대처하기 위하여 방재조직을 정비하였다. 또한 재해영향평가제를 도입하여 일정규모 이상의 개발계획 수립 시 개발에 따른 재해영향평가를 필히 실시하도록 하였다.
1995년에는 국가의 제도적 관리대상에서 제외되어 수해발생의 주원인이 되는 소하천에 대해 소하천정비법을 제정함으로써 체계적인 관리 및 투자를 위한 근거를 만들었다. 지방하천의 정비, 홍수예경보시스템의 본격적인 확장 등도 이루어졌으며, 특히 국민의 신뢰를 받을 수 있는 항구적이고도 종합적인 수해대책을 강구하는 대통령의 지시에 의해 1999. 9. 11. 대통령 비서실에 민간전문가와 관계공무원으로 구성된 수해방지대책기획단이 한시 조직으로 설치되었다. 분야별로 보면 하천유역별 종합치수대책 등 47개 예방사업에 10년간(2000~2009) 24조원을 투입하여 정비해 나갈 계획이며, 각종 개발계획 수립단계부터 방재사전심의제도를 도입, 적용하는 등 64개 제도를 개선도록 하였고, 하천유역관리위원회 설치 등 8개 조직을 정비해 나가도록 하였다.
재해예방사업의 중요성을 서울시 사례에서 확인할 수 있다. 서울시는 1990년 9월 한강 대홍수를 계기로 수해항구대책 3개년계획('99∼'92, 2,803억원)을 수립하였으나, 사업추진이 부진하여 2002년도에 제2차「수방항구대책 5개년계획('02∼'06년)」을 수립, 펌프장 및 하수관거 등 6,796억원 예방사업비를 투자하였으며 그 후 제 3차 4개년 계획('07∼'10년)을 수립, 펌프장 확충 및 하수관로 등 예방사업에 8,018억원을 투입한 결과 2009년 장마가 시작된 6.20∼7.12까지 동기간 대비 63년 만에 496mm라는 최고 강수량이 내렸으나 피해가 전무 하였다.
이와 같은 사례는 사전예방투자의 중요성을 시사해주는 것으로서 기후변화로 대형 태풍, 집중호우가 빈발하는 추세를 감안할 때 국가방재정책의 기본 틀을 피해발생 후 복구위주에서 사전예방사업 투자로 패러다임 전환의 필요성을 제시해 주고 있다.

## 같이 보기
- 태풍
- 홍수
- 장마
- 기후
- 한반도의 태풍
- 한국의 안개